# Reimu Hakurei
Reimu Hakurei (博麗 霊夢 Hakurei Reimu?) es la protagonista de la serie de videojuegos dōjin Touhou Project, apareciendo en casi todos los videojuegos de la serie. Al ser la única sacerdotisa del santuario Hakurei, comúnmente es llamada para investigar sucesos extraños en todo Gensōkyō.

## Información personal
En juegos pasados las habilidades espirituales de Reimu eran muy limitadas, de hecho no era siquiera capaz de dañar a sus enemigos de forma directa. Con el tiempo desarrolló sus habilidades, llegando a ser capaz de utilizar el orbe yin-yang.
Es un personaje voluble y sin deseos de trabajar (pues cree que en el mejor de los casos se obtiene la misma recompensa al esfuerzo empeñado), aunque siempre termina resolviendo los incidentes de Gensokyo. Suele pasar el día bebiendo té y al parecer cuenta con mucho alcohol, el cual otros personajes intentar robar.
El santuario Hakurei se encuentra entre Gensokyo y el mundo exterior, por lo que recibe donaciones de ambos lados. A pesar de esto recibe muy pocas donaciones y se ve obligada a resolver los incidentes (pues se ha indicado que recibe compensaciones por ello).

## Evolución en la serie

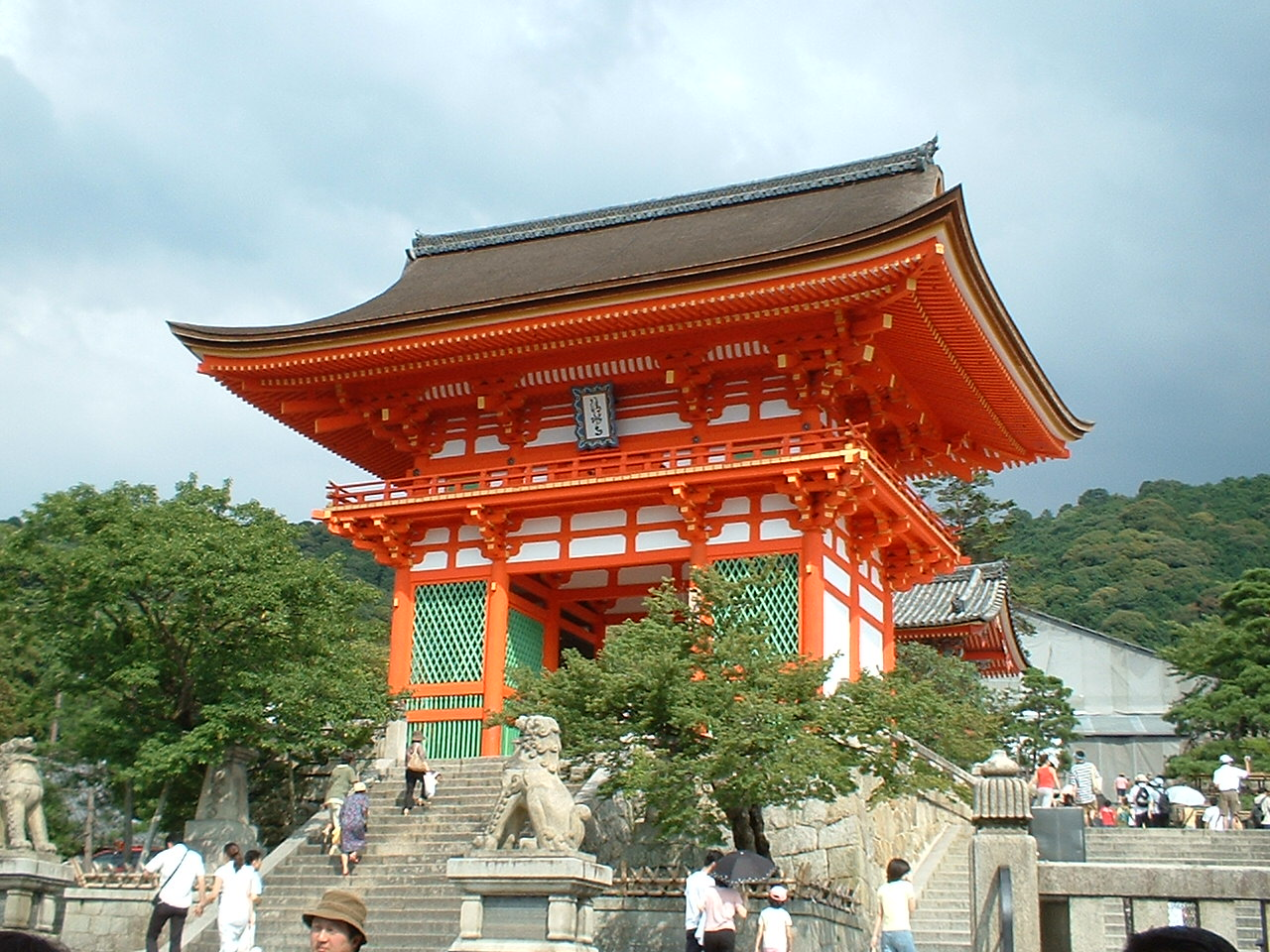
Reimu es una sacerdotisa del santuario Hakurei, su trabajo es resolver los incidentes en Gensokyo, de modo que ha tomado el papel protagonista.

Reimu ha sido de los personajes con más cambios a lo largo de las entregas de Touhou. En los juegos de NEC PC-9801 su traje original era muy parecido al de una miko real, mientras sus ojos y cabello eran de color púrpura; pero en los juegos para Windows la hakama (pantalón largo y holgado) cambió a una falda corta y el resto de su ropa adquirió su característica forma moderna.
Otro cambio fundamental en la transición de PC-98 a Windows es su forma de volar. Originalmente quien volaba era la tortuga Genji y Reimu se ponía de pie en su caparazón. Posteriormente ella adquiere la habilidad de volar por cuenta propia.
El poder de ataque de Reimu también ha cambiado. Originalmente ella no podía dañar al enemigo de forma directa y conforme avanzó la serie se hizo uno de los personajes más poderosos, tanto que consigue resolver todos los incidentes de Gensokyo y es raro que alguien logre vencerla.
En los juegos de PC-98 se llamó Reimu Hakurei (博麗 靈夢 Hakurei Reimu?), en los juegos de Windows la pronunciación de su nombre permaneció igual, pero los kanji de su nombre personal cambiaron  (霊夢?), los cuales permanecen hasta la actualidad (Touhou 18 ~ Unconnected Marketeers).

## Ataques y habilidades
El principal ataque de Reimu es el lanzamiento de sellos de papel (shide) y como ataque secundario lanza orbes de ying-yang, los cuales rebotan repetidas veces. En los juegos de pelea también ataca al oponente con golpes directos y con su gohei.
Una de sus cartas de hechizo (spell cards) más poderosas y más usadas es Sello de Fantasía (“Fantasy Seal” en inglés), en la cual diversos orbes luminosos de gran tamaño emergen de su cuerpo y persiguen al enemigo hasta impactarlo o perderse si éste logra evitarlos.

## Relaciones con otros personajes
Sin importar si antes eran enemigos o no, se lleva bien con todos los personajes, aunque se molesta cuando visitan su santuario sin hacer donación alguna. A casi todos conoce por medio de batallas, con algunas pocas excepciones. Algunas relaciones más cercanas conocidas son las siguientes:
- Marisa Kirisame es su primera amiga y la más cercana de todas (incluso desde los juegos para PC-98), quien la visita mucho en el santuario y casi siempre se le ve al lado suyo. Ocasionalmente se enfrentan a modo de competencia, siendo los enfrentamientos que Reimu disfruta más.
- Yukari Yakumo es una yōkai comúnmente vista cerca de Reimu. Aunque hay muchas teorías de su relación ninguna de ellas ha sido ratificada por ZUN o los trabajos oficiales.
- Remilia Scarlet es apreciada por Reimu y Reimu a su vez es la única humana que Remilia acepta y respeta.
- Suika Ibuki es una oni que suele quedarse en el santuario Hakurei y siempre busca organizar fiestas en él para así poder tomar sake.
- Sanae Kochiya podría ser considerada su rival, pues es la sacerdotisa de otro santuario. A pesar de tratarse mal al comienzo, poco después de que Sanae es derrotada comienzan a llevarse bien, incluso Sanae visita ocasionalmente a Reimu.
- Rinnosuke Morichika es otro amigo suyo cuya tienda es visitada habitualmente por Reimu, quien además dice conocer el santuario Hakurei más que la propia Reimu. En ocasiones Reimu va a la tienda sólo para robar algo.
- Las Tres Hadas Traviesas, quienes se mudan a las cercanías del santuario Hakurei para molestar a Reimu —similar a Mima (ver más abajo), pero cuyo paradero es desconocido—.
- Byaku Hijiri, otra sacerdotisa rival, pero cuyo templo ha ganado gran cantidad de seguidores rápidamente.

Otras relaciones aparecieron desde los juegos para PC-98, pero dejaron de ser mencionadas en los juegos para Windows:
- Genji es una tortuga macho volador que le permitía a Reimu subirse a su caparazón para así volar en él. No se ha indicado qué fue él después de que Reimu logró volar por sí misma.
- Kasen Ibara, quien intentaba actuar como sensei de Reimu, pues ella se preocupaba por cosas muy mundanas.
- Ruukoto, una maid robótica a base de energía nuclear que Reimu obtuvo en el tercer juego y que no vuelve a ser mencionada.
- Mima, una espíritu maligno que vivía cerca del santuario Hakurei. Tras ser derrotada se quedó con ella para molestarla.

## En elfandom

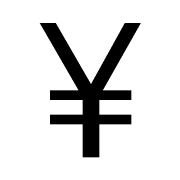
Como Reimu recibe pocas donaciones, comúnmente los fanes hacen gags en los cuales ella enloquece por el dinero.

A pesar de ser la protagonista de la serie anteriormente no tenía mucha popularidad en el círculo de fanes. Para contrarrestar esto, fans de China crearon una versión alternativa de color azul llamada Meimu, a modo de sacerdotisa oscura (kuro miko). Eso ha ido cambiando, habiendo ganado de forma seguida cinco encuestas de popularidad anuales.
Debido a la gran cantidad de cambios que sufre Reimu a lo largo de la serie (como el cambio de nombre, color de piel, cabello u ojos), algunos fanes teorizan que puede haber más de una Reimu (generalmente dos, aunque las cantidades varían de un sitio de fanes a otro). ZUN ha descartado esto, además de que en la historia otros personajes siguen reconociéndola como la única Reimu. Otros indican que puede ser una sacerdotisa zombi.
Dado que recibe pocas donaciones, algunos fanes hacen gags de Reimu como una sacerdotisa indigente, sin suficiente comida, que enloquece al ver dinero o que hace lo que sea por obtenerlo.
Otra broma común es llamarla sacerdotisa axilas, pues sus mangas separadas del resto de su vestimenta permite ver tal zona. Esta broma también aplica para Sanae, pues sus mangas son iguales, sin embargo en ella es poco común nombrarla así.
Algunas relaciones yuri (lésbicas) comunes en el círculo de fanes son con Marisa (por ser una amiga muy cercana), con Yukari (por estar esta última siempre cerca sin realmente saberse el motivo) y Sanae (solo por ser otra sacerdotisa).

### Citas
1. ↑  «Tiempo sin verte. […] ¿No te acuerdas de mí? Bueno, de cualquier manera no importa. […] Ahora que te veo te diré una última cosa, vieja amiga: ¿me trajiste regalo? Quizá tu vida.» – Diálogo de Alice Margatroid traducido del inglés al español, en Touhou 7 ~ Perfect Cherry Blossom  (東方妖々夢 Tōhō Yōyōmu?), escenario 3.